# Secret de la correspondència
El secret de la correspondència és un principi jurídic recollit a les constitucions de diversos països europeus. Aquest garanteix que el contingut d'una carta segellada no serà mai revelat i que aquesta no serà mai oberta, mentre estigui en trànsit cap al seu destinatari, per treballadors de l'administració pública de l'estat o per qualsevol altra persona. És la base jurídica per a l'assumpció de privacitat de la correspondència.
Aquest principi ha sigut ampliat a altres maneres de comunicació, incloent-hi la telefonia i les comunicacions electròniques a internet, ja que les garanties constitucionals també estan generalment concebudes per a abastar aquestes formes de comunicació. No obstant això, les diferents lleis nacionals de privacitat de les telecomunicacions poden permetre la intercepció legal, és a dir, l'escolta telefònica i la vigilància de les telecomunicacions en cas de sospita de delicte. El correu postal ha quedat fora de l'abast jurídic de la vigilància en la majoria de les jurisdiccions, fins i tot en els casos de sospita raonable.
Quan aquest s'aplica a la comunicació electrònica, el principi protegeix no només el contingut de la comunicació, sinó també la informació de quan i a qui (si és el cas) han estat enviats els missatges, i en el cas de la comunicació mòbil, la informació de la ubicació de l'aparell mòbil o del seu usuari. Com a conseqüència, en les jurisdiccions que garanteixen el secret de la correspondència, les dades obtingudes de les xarxes de telefonia mòbil respecte a la ubicació tenen un major nivell de protecció que les dades recollides per la telemàtica de vehicles o de bitllets de transport.

## Regulacions

### Dret internacional
La Convenció Europea de Drets Humans adoptada pel Consell d'Europa de 1950, recorda en el seu article 10, el dret a la «la llibertat d'opinió i la llibertat de rebre o de comunicar informacions o idees sense que pugui haver-hi ingerència d'autoritats públiques i sense consideració de fronteres».

### Unió Europea
Dins la Unió Europea, el secret de la correspondència està garantit per la Directiva Europea 97/66 del 15 de desembre de 1997, que obliga els estats membres a garantir, per llei, la confidencialitat de les comunicacions i les telecomunicacions, que implica «prohibir a qualsevol persona que no en sigui l'usuari, sense el consentiment de l'afectat, escoltar, interceptar, emmagatzemar les comunicacions o sotmetre'ls a qualsevol altra forma d'intervenció o vigilància, excepte quan aquestes activitats estiguin legalment autoritzades».

### Espanya
En el cas espanyol, la constitució recull en el seu article 18.4 o 18.3?? Un paràgraf més a sota indica que es el 18.3 que «es garanteix el secret de les comunicacions i, en especial, de les postals, telegràfiques i telefòniques, llevat de resolució judicial». El desenvolupament, les modificacions i les excepcions a aquest article es poden consultar en línia.
Encara que aquest article només faci esment a les comunicacions postals, telegràfiques o telefòniques, a causa del caràcter obert de l'enunciat, s'ha d'entendre que comprèn altres tipus de comunicacions com puguin ser el correu electrònic, els xats o altres sempre que es facin per mitjà d'algun aparell tècnic. En cas que s'utilitzi la presència algun element aliè entre els qui realitzen el procés de comunicació que comporta l'aixecament del secret no es pot considerar una violació de l'article 18.3, sinó una vulneració del dret a la intimitat, tal com va establir la sentència 114/1984 del Tribunal Constitucional.
Els operadors postals han de garantir el secret de les comunicacions postals en la forma prevista en la Llei 43/200 del servei postal universal, dels drets dels usuaris i del mercat postal i en el seu reglament de desenvolupament. En l'àmbit penal, les garanties de la intervenció s'assenyalen en l'article 584 de la Llei d'enjudiciament criminal.

### Alemanya
A Alemanya, el secret de la correspondència és un dret fonamental contingut dins l'article 10 de la constitució. Això no obstant, es permet la intervenció postal en investigacions de caràcter criminal segons el codi de procediments criminals (article 94) no per la policia, o servidors públics de serveis postals, sinó només pel jutge de la causa en situacions excepcionals, incloent-hi la confiscació de material segellat.
Existeixen fortes sancions per a la violació del secret de correspondència en el codi penal alemany (article 202. Violació del secret de correspondència).

### Àustria
Dins el Codi Penal d'Àustria, l'article 118 prohibeix l'obertura no autoritzada i la retenció de correu.

### França
A França la violació de la privacitat està penada pels articles 226-15, «De l'atemptat contra el secret de la correspondència», i el 432-9 del Codi Penal i per l'article L33-1 del codi postal i de telecomunicacions.

### Suïssa
A Suïssa, el secret de la correspondència està garantit, per l'article 36-4, «Restricció dels drets fonamentals» de la Constitució Federal i per l'article 179 del seu Codi Penal.

### Estats Units d'Amèrica
Als Estats Units d'Amèrica no hi ha una garantia constitucional específica de la privacitat de la correspondència. El secret del correu i la correspondència s'obté per mitjà de la Quarta Esmena de la seva constitució.
En un cas de 1877 la Cort Suprema va sentenciar: «Cap llei del Congrés pot posar en mans dels treballadors públics relacionats amb el Servei Postal cap autoritat per a envair la privacitat de la correspondència, i els paquets segellats per correu, i tots els reglaments aprovats per al correu d'aquest tipus de qüestió ha d'estar subordinat al gran principi consagrat en la quarta esmena de la constitució».